# Theognis z Megary
Theognis z Megary (řecky Θέογνις ὁ Μεγαρεύς) byl antický řecký básník archaického období. Tvořil začátkem 6. stol. př. n. l. Patří k elegickým básníkům.

## Život
Theognis žil ve městě Megara na Isthmu v době probíhajících demokratických reforem, v době přesunu od tyranie k demokracii (6. stol. př. n. l.). Pravděpodobně byl aristokratického původu. Někteří autoři tvrdí, že byl svědkem „perského teroru“ v letech 590-580 př. n. l., jiní posouvají jeho vrcholné období do roku 545 př. n. l. Zemřel pravděpodobně v Thébách.
O životě tohoto básníka nemáme podrobné zprávy. Těch několik detailů z jeho života pochází z nejistých zdrojů. Nejisté je například autorství jemu připisované básně se zmínkami o návštěvě Sicílie, Sparty a Euboie.

## Dílo
- Seznam děl v Souborném katalogu ČR, jejichž autorem nebo tématem je Theognis z Megary

Theognidovi je připisováno 1400 řádků elegií a tyto tvoří více než polovinu díla elegických básníků, které se zachovalo z doby před helénismem.
Domníváme se však, že Theognis není autorem celého tohoto textu, neboť obsahuje pravděpodobně několik básní od Tyrtaia, Mimnerma a Solóna. Tyto básně patrně nebyly přidány samotným Theognidem, ale později. V textu došlo pravděpodobně i k dalším změnám, které však nejsme schopni bezpečně rozeznat.
Z básní, u kterých je jeho autorství téměř jisté, jsou nevýznamnější ty, které jsou věnované Kyrnovi, mladému eromenovi („milenci“, viz pederastie). Theognis mu vštěpuje svůj žebříček hodnot. Nabádá jej, aby byl věrný „správné“ věci, vyhýbal se společnosti „zlých“ mužů (míněni demokraté), byl věrný svým společníkům a krutě se mstil svým nepřátelům. Podle Andrewa Leara má Theognidova pederastie politický a pedagogický rozměr. Je metodou aristokratických mužů jak předat svoji moudrost a loajalitu svému mladému milenci. Andrew Lear, „The Idealization of Pederasty in Archaic Greek Poetry and Vase-Painting“ Archivováno 15. 11. 2006 na Wayback Machine.
Vedle elegií adresovaných Kyrnovi obsahuje sbírka mnoho přísloví, nářků nad úpadkem a chudobou, zvolání k bohům a mnoho dalších textů, jejichž autorem může být Theognis.
I přes zmíněné pochyby o Theognidově autorství jemu připisovaného díla je zřejmé, že básník skutečně existoval. Přes velké množství dodatečných úprav a vsuvek v jeho díle jasně rozpoznáváme Theognidovu osobnost, duši chvějící se vášní, hořící politickou nenávistí. Je dokladem o ideovém základu jeho společenské třídy. Toto vše je navíc součástí občanského života ve starověkém městském státě antického Řecka.

## Nietzsche a Theognis
Theognis je zmíněn v Nietzscheho Zur Genealogie Der Moral (Genealogie morálky), kde popisuje Theognidovo pohrdání „prostým mravným mužem“ a obecný úpadek aristokracie v jeho době. Nietzsche byl jako profesor filologie také ovlivně Theognidovým dílem, zejména co se týká změn a obratů ve významu slov.